# Station Zdziechowa
Station Zdziechowa is een spoorwegstation in de Poolse plaats Zdziechowa.